# Góra Skałki
Góra Skałki – zalesione wzgórze na Wyżynie Olkuskiej o wysokości 362 m n.p.m., położone w miejscowości Młoszowa, ok. 200 m. na północ od drogi krajowej nr 79 i ok. 400 m na północ od linii kolejowej nr 133.